# Methkal Abu Drais
Methkal Marouf Abu Drais (arabisch مثقال معروف أبو ضريس; * 29. Dezember 1983 in al-Ardah) ist ein ehemaliger jordanischer Leichtathlet, der sich auf den Langstreckenlauf spezialisiert hat. Aktuell ist er Inhaber des Landesrekordes im Marathonlauf.

## Sportliche Laufbahn
Erste internationale Erfahrungen sammelte Methkal Abu Drais vermutlich im Jahr 2005, als er bei den Islamic Solidarity Games in Mekka in 30:09,33 min den sechsten Platz im 10.000-Meter-Lauf belegte. 2007 kam er bei den Asienmeisterschaften in Amman über 5000 Meter nicht ins Ziel und im November belegte er bei den Panarabischen Spielen in Kairo in 31:41,28 min den sechsten Platz über 10.000 Meter. Bei den Crosslauf-Weltmeisterschaften 2009 in Amman wurde er nach 38:30 min 88. im Einzelbewerb. Anschließend belegte er bei den Militär-Weltmeisterschaften in Sofia in 31:11,20 min den achten Platz über 10.000 Meter und gelangte im 5000-Meter-Lauf mit 14:30,83 min auf Rang neun. Im Jahr darauf erreichte er bei den Crosslauf-Weltmeisterschaften in Bydgoszcz nach 36:58 min den 101. Platz. 2012 nahm er im Marathonlauf an den Olympischen Sommerspielen in London teil und klassierte sich dort mit 2:21:00 h auf dem 56. Platz. Anschließend siegte er bei den Westasienmeisterschaften in Dubai in 33:18,45 min über 10.000 Meter. Im Jahr darauf gewann er bei den Arabischen Meisterschaften in Doha in 1:09:57 h die Bronzemedaille im Halbmarathon hinter dem Marokkaner Bilal Mohamed und Bilisuma Shugi aus Bahrain und 2014 siegte er in 2:26:08 h beim Amman-Marathon. 2016 nahm er erneut an den Olympischen Sommerspielen in Rio de Janeiro teil und landete dort nach 2:46:18 h auf dem 139. Platz. In den folgenden Jahren bestritt er nur noch vereinzelt Wettkämpfe, ehe er seine aktive Karriere 2023 im Alter von 40 Jahren beendete.
2005 wurde Abu Drais jordanischer Meister im 10.000-Meter-Lauf.

## Persönliche Bestleistungen
- 5000 Meter: 14:30,83 min, 10. Juni 2009 in Sofia
- 10.000 Meter: 30:02,2 min, 2. April 2005 in Amman
- Halbmarathon: 1:05:57 h, 15. Oktober 2010 in Aleppo
- Marathon: 2:17:24 h, 25. Januar 2015 in Marrakesch